# 蔡昌憲
蔡昌憲（1988年8月2日—），新北貢寮澳底人，台灣男演員、主持人、歌手。出道於2009年參加台視歌唱選秀節目《超級偶像》第三屆，以演唱國、台語歌曲見長，獲得該屆第八名。

## 演唱比賽經歷
- 好樂迪羅南歌唱比賽第三名
- 校園歌唱比賽第三名
- 校園歌唱比賽優勝
- 超級偶像第三屆第八名

## 音樂作品

### 個人專輯
- 2021年《有閒》（2021年11月26日）

### 單曲
- 2011年《北港媽祖最疼我》
- 2011年《永遠不回頭》（電影「那些年，我們一起追的女孩」插曲）（與柯震東、陳妍希、郝劭文、鄢勝宇、彎彎合唱）
- 2011年《普通朋友的朋友》（電視劇「我可能不會愛你」插曲）
- 2019年《一切攏太慢》（「超級紅人榜」歌曲）(原曲:宇多田光〈First Love〉)
- 2021年《對世界點頭》（「全明星運動會」歌曲）（合唱）
- 2025年《Be Water My Friend》（《三個傻瓜》音樂劇主題曲）（與楊奇煜、竺定誼合唱）

## 主持作品

### 電視節目
- 2009年12月15日－2014年3月11日：三立台灣台《在台灣的故事》
- 2010年11月7日－：三立台灣台《超級紅人榜》
- 2012年8月10日－2012年12月31日：超級電視台《女人好犀利》
- 2013年5月10日－2014年6月27日：台視《金牌麥克風》
- 2015年8月10日：三立都會台《愛玩客》
- 2019年8月24日－ 2019年11月19日：東風衛視 《週末PARTY UP》
- 2021年4月24日：三立,台視《全明星運動會》第二季替補成員(頂替何孟遠)
- 2022年1月9日－2022年5月29日：緯來綜合台《大胃王來了》
- 2022年3月7日－2022年8月16日：公視台語台 兒少節目《非常了不起第一季》(搭檔米可白)
- 2023年2月6日－：公視台語台 兒少節目《非常了不起（第二季）》(搭檔米可白)
- 2023年5月20日—2023年8月12日：衛視中文台 《神秘五金行》
- 2023年8月－12月：超視《拜託了！廚神》(搭檔張庭瑚)
- 2025年3月1日 - 2025年5月24日

：三立台灣台、三立都會台、 華視 《我們這一攤》第二季 (搭檔胡宇威、 苗可麗 、蔡凡熙、禾浩辰）

### 活動
- 2010年7月9日：第十一屆臺北縣貢寮國際海洋音樂祭《記憶倒數 重返榮耀》
- 2011年4月9日：台視《超級偶像》第五屆總冠軍賽外場
- 2011年5月7日－2011年6月25日、2011年7月23日：台視《超級偶像》超級偶像校際爭霸戰校園海選
- 2012年：台視除夕特別節目《超級巨星紅白藝能大賞 》
- 2012年11月24日：《第49屆金馬獎》星光大道
- 2023年10月21日：《第58屆金鐘獎》戲劇類星光大道

## 電影
| 上映   | 片名                             | 飾演     | 導演           |
| 2010年 | 艋舺                             | 侯春生   | 鈕承澤         |
| 2011年 | 雞排英雄                         | 小七     | 葉天倫         |
| 2011年 | 那些年，我們一起追的女孩         | 廖英宏   | 九把刀         |
| 2012年 | 愛                               | 白猴     | 鈕承澤         |
| 2012年 | 犀利人妻最終回：幸福男·不難      | 阿仁     | 王珮華、王仁里 |
| 2013年 | 親愛的奶奶                       | 阿里巴巴 | 瞿友寧         |
| 2014年 | 等一個人咖啡                     | 顧客     | 江金霖         |
| 2015年 | 鐵獅玉玲瓏2                      | 曾柏木   | 澎恰恰         |
| 2016年 | 神廚                             | 賈大膽   | 馮凱           |
| 2016年 | 人生按個讚                       | 灶神     | 吳震亞         |
| 2016年 | 大顯神威                         | 項伯熙   | 辛季澧         |
| 2016年 | 樓下的房客                       | 叫賣哥   | 崔震東         |
| 2017年 | 報告老師！怪怪怪怪物！           | 學生     | 九把刀         |
| 2017年 | 痴情男子漢                       | 陳有力   | 連奕琦         |
| 2017年 | 衝組                             | 阿德     | 鄭文堂         |
| 2018年 | 有五個姊姊的我就註定要單身了啊！ | 流氓學生 | 蘇文聖         |
| 2021年 | 哭悲                             | 主持人   | Rob Jabbaz     |
| 2021年 | 鱷魚                             | 工人     | 陳大璞         |
| 2021年 | 月老                             | 獸醫     | 九把刀         |
| 2023年 | 請問，還有哪裡需要加強           | 魚仔     | 九把刀         |

### 短片/微電影
| 年份   | 片名                 | 飾演   | 導演           |
| 2018年 | 叛。初心             | 杜文傑 |                |
| 2019年 | 【Plan B】同名微電影 | 小武哥 | 黃鴻升、彭道森 |

## 電視劇
| 首播 | 頻道                   | 劇名                | 飾演          |
| ---- | ---------------------- | ------------------- | ------------- |
| 2011 | 民視、八大綜合台       | 我可能不會愛你      | 蘇俊傑        |
| 2011 | 三立台灣台             | 戲說台灣—濟公十八嫁 | 年輕人 (客串) |
| 2012 | 三立台灣台             | 阿爸的願望          | 陳天成        |
| 2012 | 三立台灣台             | 天下女人心          | 阿昌伯 (客串) |
| 2014 | 八大綜合台             | 終極X宿舍           | 任秂完弄·龐光 |
| 2014 | 台視                   | 徵婚啟事            | 張家強        |
| 2014 | 八大綜合台             | 你照亮我星球        | 主持人 (客串) |
| 2015 | 大愛電視台             | 藍色艷陽天          | 陳文鋒        |
| 2016 | 三立都會台             | 飛魚高校生          | 陳家洛        |
| 2019 | 公視                   | 苦力                | 林文取 (鼢鼠) |
| 2019 | 三立都會台             | 用九柑仔店          | 水昆          |
| 2021 | 公視                   | 白日夢外送王        | 猛哥          |
| 2022 | Netflix                | 華燈初上            | 酒客          |
| 2023 | 公視、中華電信MOD      | 牛車來去            | 許明發        |
| 2023 | Netflix                | 人選之人-造浪者     | 翁哲政        |
| 2024 | 公視台語台             | 鹽水大飯店          | 仁煌          |
| 2024 | 公視台語台、華視       | 我的意外室友        | 李浩信        |
| 2025 | 東森戲劇台、緯來綜合台 | 歡迎光臨 二代咖啡   | 燦浩          |
| 2025 | 大愛電視台             | 九如一家人          | 吳明宏        |
| 2025 | 三立台灣台             | 願望                | 蔡昌憲        |
| 2025 | 那些你不知道的我       |                     |               |
| 2026 |                        | 沉默的審判          |               |

## 音樂劇
| 年 度 | 劇 團    | 劇 名          | 飾 演 |
| ----- | -------- | -------------- | ----- |
| 2018  | 躍演     | 風中浮沈的花蕊 | 思賢  |
| 2020  | 躍演     | 釧兒           | 阿強  |
| 2020  | 齊聚一堂 | 十二碗菜歌     |       |
| 2025  | 果陀劇場 | 三個傻瓜       |       |

## 獎項紀錄

### 電視金鐘獎
| 年份   | 獲提名       | 獎項                         | 結果 |
| ------ | ------------ | ---------------------------- | ---- |
| 2020年 | 《苦力》     | 第55屆金鐘獎戲劇節目男主角獎 | 提名 |
| 2023年 | 《牛車來去》 | 第58屆金鐘獎戲劇節目男主角獎 | 提名 |

## 外部連結
- 蔡昌憲的Facebook專頁
- 蔡昌憲的Instagram帳戶
- 蔡昌憲的新浪微博
- 蔡昌憲在香港影庫上的簡介